# オシャレ魔女 アブandチェンジ
オシャレ魔女 アブandチェンジ（オシャレまじょ アブアンドチェンジ）は、フジテレビ系列のバラエティ番組『はねるのトびら』で放送されていたゲームコーナーの一つである。

## 概要
コーナー名はセガのアーケードゲーム『オシャレ魔女♥ラブandベリー』のパロディ。通称は「アブチェン」。
2006年7月12日に初放送。打ち合わせや他番組の収録などと偽って呼び出した高級の私服姿の女性ゲストが、安い私服姿の虻川美穂子扮するオシャレ魔女「アブ」と対決させられるコーナーである。対決内容は、指定された「オシャレワード」の最後の文字から始まる単語を、踊りながらリズムに合わせて交互に言っていく言葉ゲーム「オシャレース」。
女性ゲストは基本的に10代後半から30代前半までの若手芸能人が多いが、番組中期以降になると稀に30代後半以降の中堅またはベテラン芸能人が挑戦する場合があった。普段バラエティ番組にはあまり出演する事のない女優がキャスティングされることもあったが、ほとんどはフジテレビのドラマや最新映画などの宣伝が目的で、本番組の他のコーナーにもゲスト出演する事があった。また、前座番組『クイズ!ヘキサゴンII』の常連出演者（ヘキサゴンファミリー）のゲスト出演も多かった。
オシャレワードは主に「デニム」などのいわゆるファッション用語だが、「初詣」「ジューンブライド」など季節に因んだ言葉や、ゲストの名前（2007年以降の5回戦目で多い）の他、番宣関係になるケースもある。このオシャレワードを3回言いながら、続く単語を最後に交える。例えば、オシャレワードが「ベルト」だった場合、末尾の「と」から始まる単語を回答する（例：時計。この場合は「♪ベルト・ベルト・ベルとけい…」というリズムになる）。末尾が「ん」で終わるオシャレワードが出題された場合は、その前の文字も含めて始まる単語を言う（例：オシャレワードが「バレンタイン」の時、「インド」と回答する場合は「♪バレンタイン・バレンタイン・バレンタインド…」になる）。アブの回答は青色、ゲストの回答はピンク色・赤色のテロップで表示される。リズムに乗れなかった場合や言葉が出てこなかった場合、『広辞苑』等に存在しない単語や一度使った単語、人名や一部のキャラクター名、その他に擬態語や擬声語、下品すぎる単語などを言うとアウトになり、そこでレースが終了する。どちらか一方がアウトになるまでオシャレワードは変更されないため、末尾の文字に対応した単語の候補がどんどん減っていくプレッシャーがかかる。
アウトになると「チェンジタイム」に突入し、敗者は勝者によって指名された私服をその場で交換させられる。このルールは双方に適用されるため、アブを負かせば服を取り戻せる。しかし、このゲームに慣れている虻川にハンデが与えられることも基本的には無く（ただし、ゲストの要望によっては特別ハンデを適用する場合もある）、ゲームに慣れていないゲストが常に不利である。したがって、一方的にゲストが損をする可能性が非常に高い構成となっており、ゲスト出演者にはギャラを得ること以外にメリットがほぼ無い。そのため、ゲストには大抵他番組の出演と偽って、もしくは当番組の別のコーナーに出演すると言う形のドッキリで参加させられる事が多い（夏木マリや井上真央、優木まおみのように自ら志願する例や、上戸彩のように予め本当のスケジュールを伝えられて参加する例もまれにある）。ゲーム終了後も「交換した服は半永久に返さない」とアブ自身が2006年8月23日放送分の番組内で発言しているが、真偽は不明。
ゲストは何も知らない状態でコーナーに参加させられ負ければ辱めを受ける事から、参加させられた芸能人のファン等からの非難・抗議が多いコーナーである。その反面、ゲームとはいえ女性同士の本気の対決が見られることから視聴者の評判は良好で、長く続く人気コーナーだった。しかし、2008年度の後半ごろからコーナーの知名度が高くなったためか警戒されることが多くなったようで、ドッキリを仕掛ける側の芸能人が集まりにくくなった。2009年度には明らかに放送回数が減り、明確にアナウンスされているわけではないものの、同年10月28日放送分をもって終了となった。
ゲームは合計5回行う（団体戦は4回）。オシャレースを仕切る「天の声」（ナレーション）は住友七絵が担当。
オシャレースのBGMは、ボーイズ・タウン・ギャングの「Signed, Sealed, Delivered (I'm Yours)」のアウトロとヴィレッジ・ピープルの「In the Navy」のイントロをつなぎ合わせたものである。

## 登場メンバー
オシャレ魔女 アブ（虻川美穂子）
- 設定は女性芸能人の高級私服を奪う事を企んでいる魔女。かなりワガママで自己中心的な性格であり、勝利した際の服の交換はノリノリで、かつ相手が大御所であろうと、容赦なく罵倒したり挑発する事もある。逆に敗北して取り返されそうになると逃げ回る、ごねる、ポーチをアピールする、ゲストのバックを奪うといった悪あがきをし、最悪の場合はゲストに向かってカンチョー、セクハラまがいや単なる嫌がらせの行為や発言をするため、西野にたしなめられている。
- 最初に着ている服は購入金額が安い（殆どのものは1万円以下であり、場合によっては1000円以下のものを着てきたこともある）上にダサく、しかも「ゴルゴダ」「サクセスストーリー」「バラクーダ」「ザ・チャップリン」「PALINCHO」「ポコスカポン」「ボイコットガール」など知名度以前にそもそも存在しているのかどうかすら怪しいレベルの極めてマイナーなブランドの服であり、とても交換に耐えないものばかりである。
- また、そもそもウエストやヒップが大きめである上にゲーム中は激しく動くため、服に汗がしみ込んだり一度交換した服のサイズが変わったりするケースも多く、その点でもゲストから嫌がられる。さらに、せっかくおしゃれ芸能人の服を奪ってもまだ残っている自身の私服との組み合わせやスタイルのせいでおしゃれに見えないことも多々。
- 171勝32敗の通算成績に表れている通り、ゲームではワードが非常に多種多様に出てくる上に芸人らしく回転や反射神経も早く、常に安定しておりかなりの強さを誇る。しかし、不意打ちには比較的弱い方で、ゲストの奇妙な行動や言動で回答に戸惑って何でもないミスをした事が何度かある。その為、負けるときは早い段階であっさり負けることが多い。反面長い勝負には強い。
- 一度だけ突如現れた『オシャレ魔女 カナ』にゲームを乗っ取られ、アブ自身が騙される側となった事がある。この時はカナに大敗し、ゲストの屈辱を味わう事になった（詳細は後述）。

その他のレギュラー
- 伊藤さおり
- 西野亮廣 - 虻川・住友の進行を補佐する裏回し役を担当
- 堤下敦
- 梶原雄太
- 板倉俊之
  - 設定はゲームセンターへ遊びに来る子供たち。主に画面越しで、アブやゲストにツッコミを入れる。基本的にはゲストの味方であり、アブが敗北すると大喜びする。

## 出演ゲストの対戦成績

### 2006年
1. MEGUMI 1勝4敗（2006年7月12日放送）
最初のゲスト。最後の5回戦目で、「このスカートだけはやめて！」とお願いをするが、アブは容赦なくスカートを奪った。
2. 平山あや 0勝5敗（2006年7月19日放送）
アブの初の全勝。アブに全私服を奪われ、可愛らしい服装だった平山は一転、恥ずかしい服装で帰る羽目になった。
3. 夏川純 1勝4敗（2006年8月2日放送）
グラビアアイドルが嫌いなアブが序盤から攻めるが、4回戦目でアブがミスをしアウターを取り返す。しかし5回戦目で負け再びアウターを奪われた。
4. 叶姉妹 1勝4敗（2006年8月23日放送 2時間スペシャル）
服を交換したのは全て妹の美香で、恭子は応援として同行。1回戦目は美香が勝利したが、それ以降は勝ち越せずに4連敗。4回戦目のみ恭子が挑戦した。服のあまりのダサさに、美香は負けて得た服を全て着ようとはせず、着替え中のカーテンに引っかけたり、スタジオ外に投げる始末だった。おかげで美香は、最終的には下着と恭子が持参したファーのストールを身につけた姿で帰る結果となった。なお、ゲストが敗北時に服の交換を拒否することは、この回以降は禁止となった。
5. 若槻千夏 0勝5敗（2006年8月30日放送）
一切ダンスをせずに渋々と対戦。アブが挑発した際に、アブの頬を平手打ちしていた。結果は全敗し、アブに全私服を奪われた。
6. ほしのあき 2勝3敗（2006年9月6日放送）
このコーナーをテレビで見たことがあると発言。前半こそ3連敗たが、後半の2回は意地で勝利し、キャミソールを除いて全て取り返した。奪われたアイテム1点は後に登場した熊田・小池と並んで最少記録。
7. 神田うの 0勝5敗（2006年10月4日放送）
世界のセレブ（パリス・ヒルトンやヴィクトリア・ベッカム）との対談番組と騙されて登場。結果は全敗し、アブに全私服を奪われた。
8. 安田美沙子 1勝4敗 (2006年10月25日放送）
かくし芸大会と騙されて登場。本人曰く南京玉すだれを披露するつもりで持ち込んでおり、西野らに促されて実際に番組で披露したが途中でアブに投げ捨てられた。リズムに上手く乗れず4連敗してしまうが、最後に安田の回答に戸惑ったアブがミスしたためにボトムスのみ取り返した。
9. 熊田曜子 2勝3敗（2006年11月15日放送）
かくし芸大会のドラマ主演と騙されて登場。1度負けても次のレースに勝つという一進一退の勝負を繰り広げ善戦。最終戦には敗北しブラウスを失うものの、柳原が勝ち越すまでは最強とされていた。負け続けて機嫌を損ねたアブは、熊田に放屁やカンチョーといった嫌がらせをしていた。奪われたアイテム1点は前述のほしの・後に登場する小池と並んで最少記録。
10. 西川史子 1勝4敗（2006年11月29日放送）
「得意」と豪語していたにもかかわらず負け越す。通常はアブが先攻だが、「先攻の方が有利では?」ということで1回だけ交代した結果、「ハット♪ ハット♪ ハットム・ソーヤ♪」とリズムをいきなり変えて、不意打ちに弱いアブを撹乱するという頭脳プレイで西川が勝利した。

### 2007年
1. 和田アキ子 1勝4敗（2007年1月3日放送 2時間半スペシャル）

放送当時56歳で、最高齢ゲスト。トクメイ希望の収録と聞かされて登場した。1回戦目ではオシャレワードが正月に因んで「おせち」だった際にいきなり下品な言葉を言ってしまい、「アーケードゲームの中」という設定を越えて西野ら5人が入ってきて厳重注意した（このミスはノーカウントとなり、注意後に仕切り直した）。
3回戦目直前に和田がハンデを求め、オシャレワードの発表後にシンキングタイムを設けることに。しかし、この回のオシャレワード「おもち」でも下品な言葉を言ってしまい、再び西野らが来て注意した（このミスは2度目のため、そのまま敗北となった。和田はうっかり言ってしまったらしく、注意された際に泣き出してしまった）。字幕は、真ん中の1文字が伏字となっていた。
4回戦目以降は、和田のみにあらかじめワードを発表しシンキングタイム（アブはその間、ヘッドホンをした状態で別室に行き待機）を設けて再挑戦した。その結果、見事に勝利しズボンを取り戻したが、5回戦目でまた敗北して再びズボンを奪われてしまった。
なお、メンバーが画面上に直接入ってきたのはこの回のみである。
2. 矢口真里 1勝4敗（2007年1月17日放送）
ゲームとは無関係だが、公称身長145cmの矢口に対しアブが169cmと、2人にはかなりの身長差があった。さらに、ハイヒールを奪われて、身長差は33センチとなっていた。
3. マリエ 0勝5敗（2007年1月31日放送）
ウエストがアブとは20cm近くの差があったにも拘らずお互いスカートがピッタリはけたこと、特技がダンスであるはずなのにリズムに乗れていなかったことから、西野らにプロフィールの詐称を疑われていた。結果は全敗し、アブに全私服を奪われた。
4. 安めぐみ 0勝5敗（2007年2月14日放送）
5回戦ともかなりの熱戦だったが、最後は力尽きて全敗し、全私服をアブに奪われた。
5. 香里奈 1勝4敗（2007年2月28日放送）
この回よりハイビジョン制作になる。
自身の主演ドラマ「翼の折れた天使たち」の試写を行うと騙されて登場。ここで素顔がSであることが発覚。堤下とは日本テレビ系の「ナースマンがゆく」で共演したことがある。テレビで見た事があるということで終始激戦だったが、一勝するのが精一杯であり、結果的に最後まで取り戻す事はできなかった。後に2009年に、香里奈三姉妹として再び当コーナーに出演した。
6. 観月ありさ 0勝5敗（2007年4月4日放送 2時間スペシャル）
自身の主演ドラマ「鬼嫁日記 いい湯だな」の衣装合わせをすると騙されて登場。このコーナーのことは知っていたものの完敗し、全私服をアブに奪われ、終いにはドラマさながらの鬼嫁キャラになりかけた。同日の放送には同ドラマで夫役のゴリが、ガレッジセールとして「ギリギリッス」に出演。
7. 滝沢沙織 0勝5敗（2007年5月16日放送）
「さんまのまんま」の収録をすると騙されて来たため、お土産を持参していた。このコーナーのことは知っていたものの、結果は全敗し、全私服だけでなくお土産までアブに奪われた。滝沢とアブはプライベートでそこそこ交友があるため、途中から暴露合戦と化した。出演ドラマ『花嫁とパパ』を番宣。また、冒頭で板倉のスキャンダル記事が公開され、板倉本人が謝罪したり、
その写真の中で板倉がマスクを着けて変装していたことに掛けて、アブもマスク姿で登場する一幕があった。
8. 吉川ひなの 1勝4敗（2007年6月13日放送）
新設された「ミス・パラソル」の発表と騙されて登場。かなり苦戦し4連敗するが、最後はアブのミスでワンピースのみ取り返した。
9. 井上真央 1勝4敗（2007年7月4日放送）
ドッキリで呼び出されたのではなく、真っ向から勝負するために登場（ただし主演の『ファースト・キス』の番宣は行った）。別の企画であると騙されずに登場した初めての出演者である。『勝ちに行きます』と自信を見せただけあって1回戦に勝利した。以降の4回も奮戦していたが、1回戦目に勝利した際の態度でアブの怒りを買い、敗北を喫して、途中からズボン交換を頼まれた瞬間、「やだ・・・」と言い始め、帰ると言ったり最初の態度は一変、弱気になった。最後は交換させられたアブのジャケットを投げつけて退散。
10. 小池栄子 2勝3敗（2007年7月18日放送）
『めざにゅ〜』の収録（好きな本を推薦するという企画。東野圭吾の著書を持参し、どうにかして実写版に出演しようとしたらしい）と騙されて登場（余談だが、持参した『容疑者Xの献身』は1年後に実際に実写化されたものの小池のキャスティングはなかった）。元々バラドルだっただけに順応が早く、かつ全力で臨んできたため好勝負となった。前半で3連敗して負け越すも後半で小池が2連勝し、シャネルのワンピースとデニムの奪還に成功。結局アブは、ハイヒールしかゲットできなかった。なお、小池が唯一押し付けられたアブの靴は小池のダンスの最中に中敷きが取れてしまった。奪われたアイテム1点は先述のほしの・熊田と並んで最少記録。
11. 夏木マリ 0勝5敗（2007年9月5日放送）
舞台及びCDの告知の為に出演。「家ではいつもパーフェクト」と自信満々だったが、5回とも途中でオシャレワードから繋げずに回答してアウトとなった[注釈 4]。そのためアブや西野ら5人から呆れられ、5回目は梶原から「もう帰れ!」と強制退場を喰らい、交換せずにコーナーを打ち切られてしまった。
12. 梅宮アンナ 0勝5敗（2007年10月17日放送）
「世界の美女大集合」という触れ込みで呼び出されて登場。序盤は全くリズムに乗れず、先述の夏木と同じミスで2回アウトになった。そのため、3戦目の後アブはまりつきの仕草で「♪アンナ、ほんとバカさ」と替え歌を歌って挑発し、続けて「♪親父もバカさ」と本人だけでなく父親の辰夫までバカにしていた[注釈 5]。この回のバックは1-4回戦まではバックの顔がすべてアンナ本人のものに差し替えられていた。5回戦のおしゃれワードは「たつお」であり、バックの顔が辰夫の顔に差し替えられたが、アンナは動揺して全く答えられなかった。結局結果は全敗し、アブに全私服を奪われた。
13. 山本モナ 0勝5敗（2007年11月21日放送）
「ボジョレー・ヌーボー」についてフジテレビアナウンサー笠井信輔と対談する、という設定に騙され登場。実際、扉の外側がフランス料理店の入口風のセットになっていた。インテリタレントにもかかわらず完敗し、全私服はアブに奪われた。
14. 木下優樹菜 1勝4敗（2007年12月12日放送）
当番組の直前に放送されていた「クイズ!ヘキサゴンII」の新コーナー収録という設定に騙されて登場（この放送の直前にも木下は出演していた。）。木下はすべての対戦前に「ヘキサゴン!」と発言。5回戦のバックの絵にはpaboが映っていた。退場時には「リベンジ」と「リバース」を言い間違えたり、「（次回出るならはねトびの）どのコーナーに出たい？」と言われ、「ギリギリッスに出たいです」と、無謀な発言をしていた[注釈 6]。

### 2008年
- 柳原可奈子（カナ） 4勝1敗（2008年1月1日放送 2時間スペシャル）
女性ゲストの中では唯一のお笑い芸人。この回は普段と異なり、魔女の館を「オシャレ魔女 カナ」が乗っ取ったという設定[注釈 7]で、アブが雑誌「SUDESOU（逆から読むと嘘です）」のモデルという設定で騙されてゲスト側で登場。カナは初戦こそ動きすぎで息切れしてしまい敗北するが、それ以降は体力温存のためにあまり動かず、冷静な試合運びをして一同も驚く謎の強さを見せ、ゲストとしては初めてアブに勝ち越し。アブはカナを返り討ちにしようと挑むも、偽の雑誌用に撮影した自身の写真を公開されたり、ゲーム中に侮辱回答された影響で焦って冷静さを失ってしまい、普段通りのプレーができずに連敗し、新年早々いつもの私服のダサいオシャレ魔女へと戻ってしまった。これまで自分が散々苦しめてきたゲストらの屈辱を味わったアブは、疲れきった様子で「はねトび嫌い。」と言ってコーナーを締めくくった。
アブはこの企画のために総額30万を越えるスーツをスタイリストに勧められ自腹で買っており、それを根こそぎ奪われてしまい、西野ら5人から「普段好き放題にやっているツケが回ってきた」と言われていた（特に4回戦目でカナはアブからアイテムを2つ奪っていた）。

1. SHEILA 3勝2敗（2008年2月6日放送）
特番の単独ゲストと騙されて登場。しかしそれによってかえって発奮したのか1回戦目から3回戦目まで3連勝。4戦目以降は善戦するも敗退し、2つのアイテムを奪われた。アブは二度目の負け越し（オシャレ魔女としては史上初）。魔女側として登場した柳原を除いた中では後に登場した益若と並んで最高勝率となった。ただし、4回戦目以降立て続けに敗退したため、奪われたアイテムは2点と、2勝3敗ながら、奪われたアイテムが1点のみだった先述のほしの・熊田・小池よりも多かった。
2. 岩佐真悠子 0勝5敗（2008年3月12日放送）
ファッション番組の収録と騙されただけあってかなりおしゃれな服装で登場するが、服を全て奪われ本気で悔しがる。同じ事務所の若槻と木下と同じくおバカキャラ扱いされてしまうが、2人よりもいい勝負を見せた。しかし、結果は全敗し、アブに全私服を奪われた。
3. 上戸彩 0勝5敗（2008年4月2日放送 2時間スペシャル）
ドラマ「アテンションプリーズ特別編」の番宣。今回はスケジュールにて既に承知した状態での対戦。4連敗したため、5戦目は携帯電話の変換履歴を見てもいいという特別ハンデが与えられたが、結局全敗し、全私服はアブに奪われる羽目になった。
4. 中川翔子 1勝4敗（2008年5月14日放送）
「爆笑レッドカーペット」の収録と騙されて登場。1戦目は突然テンションが上がって『ジョジョの奇妙な冒険』のポーズを繰り出し、これに戸惑ったアブが凡ミスでアウトになり、速攻で勝利した。しかし、2戦目以降はポーズを考えすぎたため、早い段階で敗退し、4アイテムをアブに奪われた。
5. スザンヌ 1勝4敗（2008年6月4日放送）
おバカキャラに翻弄されアブが1戦目でミス。
6. 南明奈 0勝5敗（2008年7月9日放送）
ドラマ「シバトラ〜童顔刑事・柴田竹虎〜」の番宣。ゲストの中で初の平成生まれにして、初の10代のゲスト。結果は全敗し、全私服はアブに奪われた。
7. 北乃きい 0勝5敗（2008年7月30日放送）
放送当時17歳で、女性ゲストとしては最年少。ドラマ「太陽と海の教室」の番宣。出演映画『ゲゲゲの鬼太郎 千年呪い歌』の取材に騙されて登場。アブと対決できることでテンションが上がっていていたが、負ける度にテンションが下がっていった。結局結果は全敗し、全私服はアブに奪われた。
8. 長谷川潤 1勝4敗 （2008年10月15日放送）
ファッションショーのリハーサルと騙され、堂々としたモデルウォークで登場して赤面。ファッションモデルということでお題は「レギンス」「フリンジ」「クラッチ」などのオシャレに関するワード（最後の御題のみ「はせがわ」）で占められていた。
9. 優木まおみ 0勝5敗（2008年11月12日放送）
自ら志願して挑戦するも全敗し、全私服はアブに奪われた。
10. 道端ジェシカ 1勝4敗（2008年12月10日放送）
1st写真集をPRする特番の収録と騙されて登場。圧勝するも憧れのカリスマモデルとの共演で緊張のためか、アブにいつものキレがなかった。連絡先を聞こうとしたり、友達になれたらホストクラブに連れて行くと発言。
11. 石原さとみ 1勝4敗（2008年12月24日放送 クリスマス2時間スペシャル）
スペシャルドラマ「長生き競争!」の番宣。回転SUSHIの収録と騙されて登場。入り口に回転SUSHIの引き戸を用意したほか、隣に回転SUSHIのセットを建ててリハーサルを行わせ周到に騙していた。この回では「オシャレワード」ではなく、「クリスマスワード」でゲームが進められた。4戦目は最初アブが勝利したが途中でアブがリズムを乱したことに石原が抗議し、西野らもそれに同意したためノーカウントでやり直しとなった。最終的に4戦目は石原が勝利し、ブラウスを取り返したが、最終戦ではアブに負け今度はブーツを奪われてしまい、非常にダサい格好で番宣することとなった。
なお、石原はドラマの番宣で他のコーナーにもゲスト出演したものの、回転SUSHIだけは出演する事は後にも叶わなかった。

### 2009年
この年は以前の年度までよりも、放送時期があまり安定せず、実質レギュラーコーナーからは外されており、不定期放送となった。また、同年10月28日放送分を持って、明確にアナウンスされていたわけではなかったが、コーナーが事実上終了した。
1. 藤井リナ 0勝5敗（2009年2月18日放送）
収録現場に愛犬を連れて来ていたためか、アブの必要以上の猛攻撃に遭って全敗。全私服はアブに奪われた。
2. 片瀬那奈 1勝4敗（2009年5月13日放送）
『人志松本のすべらない話』の収録と騙されて登場。トップモデルでもある片瀬は芸能界屈指の美脚を見せ一同から感嘆の声が上がるもあっさり上下の服を奪われてしまい、さらに下着姿をバラされ、バラエティ慣れしている彼女も恥じらいの表情を隠せなかった。
3. 益若つばさ 3勝2敗 （2009年7月15日放送）
ゲーム開始前の入場シーンにて伊藤が観葉植物に接触し、他メンバー及びアブから注意された。
『お台場合衆国』のインタビューと騙されて登場。当時の夫である梅田直樹と共にスタジオ入り。3回戦までは益若が3連勝し、4回戦で初めてアブに敗北。最後は梅田（オシャレース史上初の、男性挑戦者）がアブと対戦したものの、すぐに敗北した。
なお、アブが敗北した原因は梅田が益若から預かるように言われたバッグを「踊りの邪魔になるから」と投げ捨てる姿を見て動揺してしまったため。なお、4回戦目も同様に投げ捨てたがこの時はアブが勝利（西野らは梅田に対するツッコミに終始し、アブの勝利はそっちのけにされた）。5回戦目はベルトに挟んで踊ったため邪魔にはならなかった（しかし、敗北した際に結局投げ捨てた）。魔女側として登場した柳原を除いた中では、先述のSHEILAと並んで最高勝率となった。
4. MAX 0勝4敗（2009年9月16日放送）
初のグループでの参戦。歌番組と騙され、ダンスと歌を披露しながら登場。歌い終わるまで騙されたことに気付いていなかった。ミスをした本人以外との交換が可能で、モデルの活動も行っているリナが集中的に私服を奪われた。ゲームの合間にはMAXの曲にあわせてアブが踊りだした。またナナは4回戦目のお題が「ウミブドウ」にもかかわらず、「うまいもの→うし」というありえないミスをしてしまった。
5. 能世あんな・えれな・香里奈（能世3姉妹） 0勝4敗（2009年10月28日放送）
火曜10時ドラマ「リアル・クローズ」の番宣のため登場。3人してポーズをとりながらの登場で呆れられていた。アブ→香里奈→えれな→あんなの順に回答。MAXのとき同様、ミスした本人以外とも交換が可能だったため、姉2人のミスにもかかわらず香里奈が全私服をアブに奪われる羽目になった。香里奈は2007年にも当コーナーに参加させられており、唯一の複数回参加ゲストとなった。

## 備考
- 2006年12月20日放送で、番組レギュラーの鈴木拓がアブandチェンジに挑戦することになった。しかし実際は鈴木へのドッキリで、オシャレ魔女アブの代わりに鈴木の実母・夕美子が『オシャレママ』として登場。鈴木はショックのあまりゲームを放棄し、鈴木のズボン（鈴木がその時着ていた、サンタクロースの衣装）と母親のスカートを交換させられた。
- 北陽は映画『オシャレ魔女 ラブandベリー しあわせのまほう』という本家の映画版への出演が決まった （虻川がマリア先生役、伊藤がオシャレ魔女学園の生徒役である）。
- 「SMAP×SMAP」 （2006年12月25日放送）の「BISTRO SMAP」にはねるのトびらメンバーが出演した際、香取慎吾が虻川の私服 （アブandチェンジでゲストに譲った物も含む）を着て登場した。
- 2012年にアブandチェンジの事実上の続編コーナー『スッピン美人 負けたらスッピン』が登場。ドッキリでスタジオに来た女性ゲストと虻川が「しりおわり」（「ん」で終わる言葉を言い合う）に負けると顔のパーツごとに化粧を落とすゲームで、どちらかがすっぴんになるまで続ける。西野ら5人は高校生に成長しており、制服姿で登場。「天の声」（ナレーション）も引き続き住友七絵が担当。しかし、2回のみ（5月23日・5月30日）で終了した。ゲストは23日に原幹恵、30日に嗣永桃子が出演した。